# Øksfjordjøkelen
De Øksfjordjøkelen (Samisch: Ákšovuonjiehkki) is de op acht na grootste gletsjer op het Noorse vasteland. De Øksfjordjøkelen is de enige gletsjer in Noorwegen waarvan de ijstong tot aan de zee reikt, of in dit geval aan de Jøkelfjord, in de provincie Troms. De Øksfjordjøkelen ligt gedeeltelijk in de provincie Finnmark (gemeente Loppa) en Troms (gemeente Kvænangen)
Het hoogste punt van de Øksfjordjøkelen gletsjer ligt op 1204 meter boven zeeniveau en is tevens het hoogste punt van de provincie Finnmark. De gletsjer heeft een oppervlakte van circa 43 km².